# Allogaster
Allogaster é um gênero de coleópteros da tribo Achrysonini, com distribuição na região afro-tropical.

## Espécies
- Allogaster aethiopicus Adlbauer, 1999
- Allogaster bicolor Duffy, 1952
- Allogaster drumonti Adlbauer, 2010
- Allogaster geniculatus Thomson, 1864
- Allogaster niger Jordan, 1894
- Allogaster nigripennis Aurivillius, 1915
- Allogaster unicolor Gahan, 1890